# Le Jeune Noir à l'épée (livre album)
Pour les articles homonymes, voir Jeune Noir à l'épée (homonymie).
Albums de Abd al Malik
Scarifications
Le Jeune Noir à l'épée est un récit poétique au format livre album CD audio de l'artiste français Abd al Malik, sorti en 2019. 
Le rappeur inspiré par le Jeune Noir à l'épée, un tableau de Pierre Puvis de Chavannes, ainsi que par d'autres toiles de maîtres du XIXe siècle, réfléchit à l'identité à l'heure de la mondialisation.
Un CD de neuf titres inédits accompagne l'ouvrage.

## Rencontre multidimensionnelle

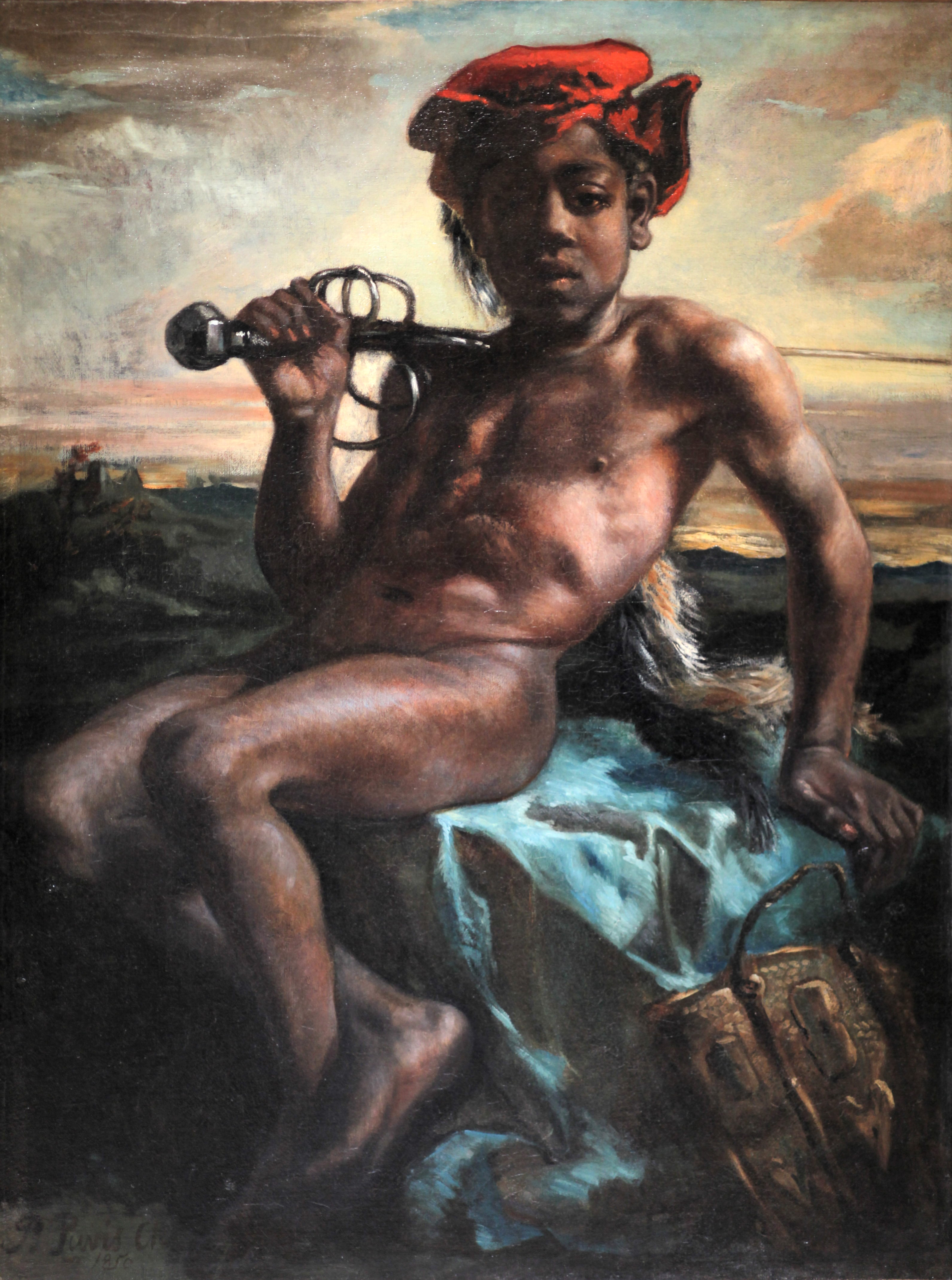
Jeune Noir à l'épée de Pierre Puvis de Chavannes

La coédition entre Flammarion, Présence Africaine et les musées d'Orsay et de l'Orangerie à l’occasion de l’exposition « Le Modèle noir de Géricault à Matisse », ainsi que ce récit poétique d’Abd Al Malik a permis la rencontre entre le hip-hop, la littérature et l'art pictural.
Ainsi, la mission du musée d’Orsay est de montrer, dans toute sa diversité, la création artistique du monde occidental de 1848 à 1914. Celle de la maison d’édition Présence africaine "ambitionne depuis sa création en 1949, de faire entendre à travers ses livres, un autre monde : le Monde noir, celui d’hier et d’aujourd’hui, d’Afrique et de la diaspora africaine, où qu’elle se situe".

« L'histoire de ce jeune noir est entrecoupée, fractionnée. C'est une rébellion rythmée, déclamée, rappée, slamée et chantée sur une musique noire, blanche, métisse, ancienne et moderne, faite de fragments mélodiques, d'échantillons musicaux disparates, dont la mise en relation accidentelle et inattendue verra surgir, contre toute attente, du nouveau et de l'harmonieux. Ceci comme allégorie du cheminement du jeune noir de cette histoire et de ces nouvelles générations, dont je fais partie, nées en Europe et dont les racines s'originent sur le continent africain ancestral. »

— Abd al Malik, 

## Livre
- Hors collection - Art; Photographies : Fabien Coste; 160 pages - 175 × 243 mm Couleur - Relié  (ISBN 9782081487260)[4]

## Liste des chansons
- Genre : Musique (rap, slam et chanson)

1. Prélude - Justice pour Adama – 1:37
2. Le jeune noir à l'épée feat. Mattéo Falkone – 5:40
3. La vida negra (Aquarius) feat. Wallen & Mattéo Falkone – 4:11
4. Strasbourg feat. Gérard Jouannest – 2:56
5. Les invalides – 3:13
6. To be or not to be feat. Wallen & Mattéo Falkone – 4:30
7. Tirailleurs feat. Mattéo Falkone – 2:26
8. Les gens du voyage – 3:51
9. Eux – 3:24

## Spectacle
En 2019, en collaboration avec le chorégraphe Salia Sanou, Abd Al Malik écrit le spectacle Le Jeune Noir à l'épée, mêlant les chansons de l'album et la danse. Ce spectacle est créé au Musée d'Orsay le 4 avril 2019 par Abd al Malik et quatre danseurs que sont Salomon Asaro, Akeem Alias Washko Ibrahim, Vincent Keys Lafif et Bolewa Sabourin, dans le cadre de l’exposition Le Modèle noir, de Géricault à Matisse,. Il est ensuite suivi d'une tournée en 2019 et 2020.